# Альфонс (аэропорт)
Аэропорт Альфонс (ИКАО: FSAL) — расположен на острове Альфонс, атолл Альфонс, Сейшельские Острова. Находится в 400 км к юго-западу от острова Маэ, в 87 км к югу от Амирантских островов и в 2 км севернее от атолла Сен-Франсуа, второго атолла группы островов Альфонс. Расположен на высоте 3 метра над уровнем моря.